# Wyspy Cooka na Mistrzostwach Świata w Lekkoatletyce 2013
Wyspy Cooka na Mistrzostwach Świata w Lekkoatletyce 2013 – reprezentacja Wysp Cooka podczas mistrzostw świata w Moskwie liczyła 1 zawodniczkę, która nie zdobyła medalu.

## Występy reprezentantów Wysp Cooka
| Konkurencja          | Zawodniczka   | Eliminacje | Eliminacje | Półfinał | Półfinał | Finał    | Finał   |
| Konkurencja          | Zawodniczka   | Rezultat   | Pozycja    | Rezultat | Pozycja  | Rezultat | Pozycja |
| -------------------- | ------------- | ---------- | ---------- | -------- | -------- | -------- | ------- |
| Bieg na 100 m kobiet | Patricia Taea | 12,39      | 39.        | NQ       | NQ       | NQ       | NQ      |